# Robert Rankin
Robert Fleming Rankin (ur. 27 lipca 1949) – brytyjski pisarz science fiction. Urodził się w Londynie, pisać zaczął pod koniec lat 70. XX wieku a po raz pierwszy wszedł na listy bestsellerów powieścią Snuff Fiction w 1999, do tego czasu jego poprzednie osiemnaście książek sprzedało się w liczbie około miliona egzemplarzy. Jego charakterystyczny styl to połączenie science fiction, fantastyki, okultyzmu i miejskich legend. Wiele powieści Rankina zyskało status bestsellerów.
Akcja większości książek Roberta Rankina rozgrywa się na przedmieściach Londynu, w Brentford, gdzie autor dorastał.

### Powieści
- The Antipope (1981) – Antypapież (Trylogia Brentfordzka)
- Brentford Triangle (1982) (Trylogia Brentfordzka)
- East of Ealing (1984) (Trylogia Brentfordzka)
- The Sprouts of Warth (1984) (Trylogia Brentfordzka)
- Armageddon: The Musical (1988) (Armageddon Series)
- They Came and Ate Us (Armageddon II: The B Movie) (1991) (seria Armageddon)
- Suburban Book of the Dead (Armageddon III: Remake) (1992) (seria Armageddon)
- The Book of Ultimate Truths (1993) – Księga prawd ostatecznych (seria Corneliusa Murphy’ego)
- Raiders of the Lost Car Park (1994) – Poszukiwacze zaginionego parkingu (seria Corneliusa Murphy’ego)
- The Greatest Show Off Earth (1994) – Największe przedstawienie zza świata
- The Most Amazing Man Who Ever Lived (1995) (seria Corneliusa Murphy’ego)
- The Garden of Unearthly Delights (1995) – Ogród nieziemskich rozkoszy
- Dog Called Demolition (1996)
- Nostradamus Ate My Hamster (1996) – Nostradamus zjadł mi chomika (1996)
- Sprout Mask Replica (1997)
- Brentford Chainstore Massacre (1997) (Trylogia Brentfordzka)
- The Dance of the Voodoo Handbag (1998)
- Apocalypso (1998)
- Snuff Fiction (1999)
- Sex and Drugs and Sausage Rolls (1999) (Trylogia Brentfordzka)
- Waiting for Godalming (2000)
- Web Site Story (2001)
- Fandom of the Operator (2001)
- The Hollow Chocolate Bunnies of the Apocalypse (2002)
- The Witches of Chiswick (2003)
- Knees Up Mother Earth (2004) (Trylogia Brentfordzka)
- Brightonomicon (2005) (Trylogia Brentfordzka)
- Toyminator (2006)
- Da-da-de-da-da Code (2007)
- Necrophenia (2008)
- Retromancer (2009)
- The Japanese Devil Fish Girl and Other Unnatural Attractions (2010) – Dziewczyna Płaszczka i inne nienaturalne atrakcje
- The Mechanical Messiah and Other Marvels of the Modern Age (2011)
- The Educated Ape and Other Wonders of the Worlds (2012)

### Antologie
- The Mammoth Book of Comic Fantasy (1998)[3]

### Opowiadania
- The Boscombe Walters Story (1996)[3]

### Prace ilustratorskie
- The Bumper Book of Ficts autorstwa Neila Gardnera, ilustrowane przez Roberta Rankina (2010)
- Empires napisane i zilustrowane przez Roberta Rankina (2011)

## Nagrody
- British Fantasy Society – nominacja w kategorii najlepsza powieść 1997 roku za The Brentford Chainstore Massacre
- SFX – najlepsza powieść 2003 roku za The Hollow Chocolate Bunnies of the Apocalypse
- British Fantasy Society nominacja w kategorii najlepsza powieść 2006 roku za The Brightonomicon
- Coventry Inspiration Book Awards (2007) Lost Worlds: za The Hollow Chocolate Bunnies of the Apocalypse
- The Hub – Najlepsza komedia audio za The Brightonomicon – Audio Series
- Fellow of The Victorian Steampunk Society (2009)

## Rzeźba i rysunki
Robert Rankin studiował w Ealing School of Art w tym samym czasie co Freddie Mercury i Alan Lee. Pracował dla magazynu Playboy oraz zilustrował książkę o zespole The Beatles, gdy jego portfolio zostało skradzione, porzucił pracę zawodowego ilustratora. Stworzył liczne rzeźby na okładki swoich książek i zilustrował swoje powieści.